# Шанклин
Шанклин (англ. Shanklin) — город на юго-восточном побережье острова Уайт. Население — 8 055 человек (1991 год). Шанклин относится к почтовому району Портсмута, которому соответствует код «PO».

## География
Расположен на юго-восточном обрывистом побережье острова Уайт, в 15 километрах от Ньюпорта.

## История

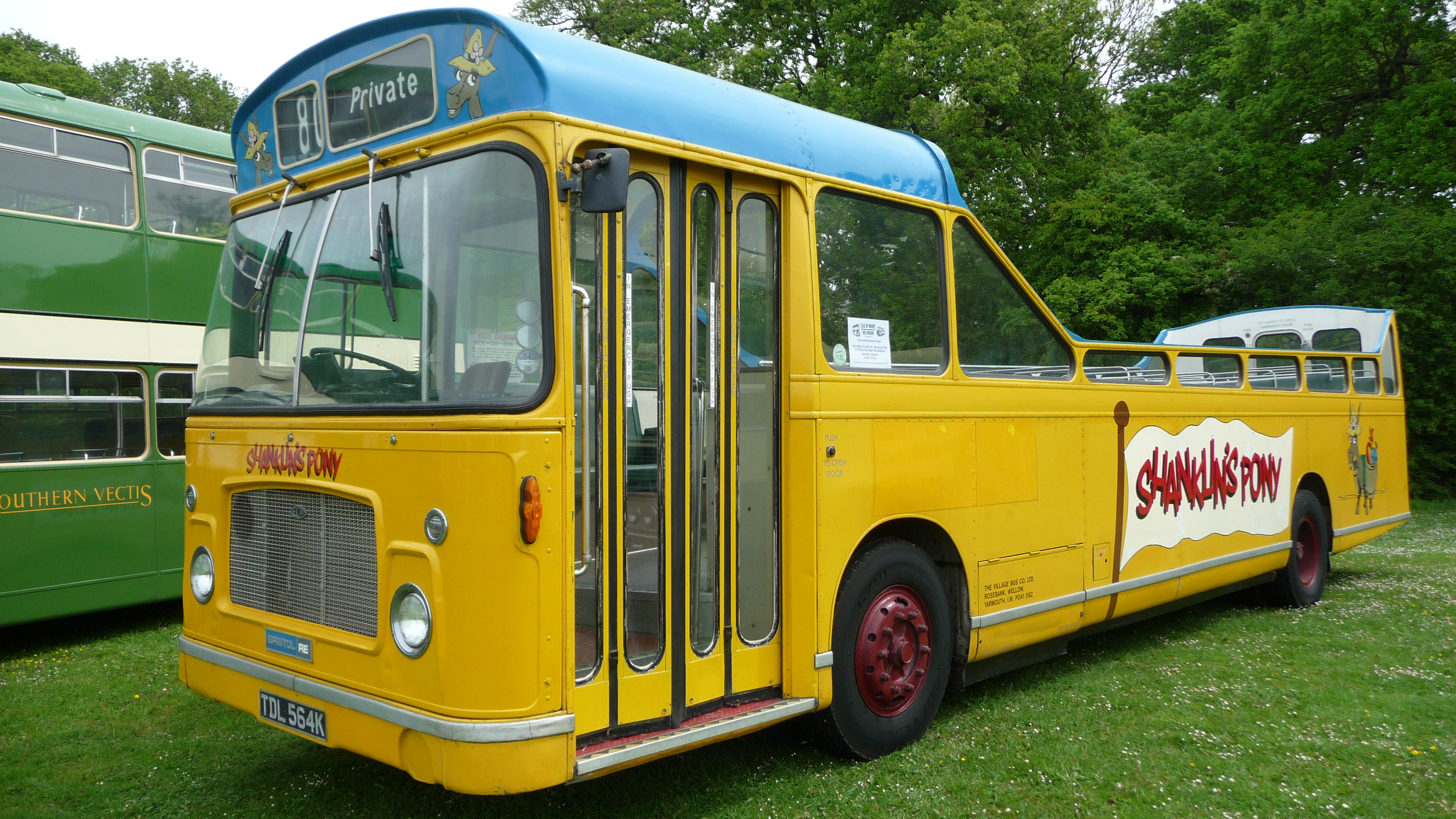
Туристический автобус «Шанклинс Пони» в музее автобусов острова Уайт.

Через Шанклин в августе 1944 года в рамках операции «Плуто» (Pipe-Lines Under The Ocean) англичанами был проложен подводный топливопровод на французский берег Ла-Манша.
Город сильно пострадал от урагана, прошедшего в октябре 1987 года.
В 2011 году прекратила свою деятельность транспортная компания «Wightbus», работавшая с 1970 года. В том же году был закрыт туристический автобусный маршрут «The Sandown Bay Tour» компании «Southern Vectis».

## Транспорт
Автобусные маршруты № 2 и № 3 компании «Southern Vectis» связывают Шанклин со столицей острова Ньюпортом, городами Райд, Вентнор и Сандаун.
Железнодорожная ветка Островная линия длиной 13 700 метров начинается в Шанклине и заканчивается в Райде.

## Политика и власть
Полицейский участок города Вентнор относится к району «Остров Уайт» восточной зоны «Полиции Хэмпшира». Участок пожарно-спасательной службы, расположенный в городе, относится к пожарно-спасательной службе острова Уайт.

## Культура

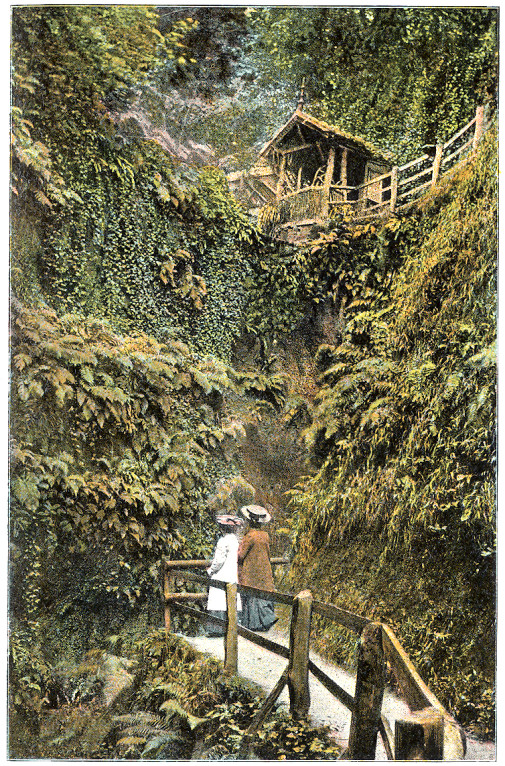
Ущелье «Шанклин Чайн». 1910 год.

- Шанклин Чайн — живописное ущелье, объект туризма, водопады, пешеходные тропы, музей[8].
- Автобусный туристический маршрут «Island Coaster»[9].
- В одной из церквей Шанклина хранится колокол с затонувшего в 1878 году у берегов острова Уайт судна «HMS Eurydice»[10].
- В начале 1980-х годов в городе был образован музыкальный коллектив «Trixie’s Big Red Motorbike».